# السيدة تشيبي

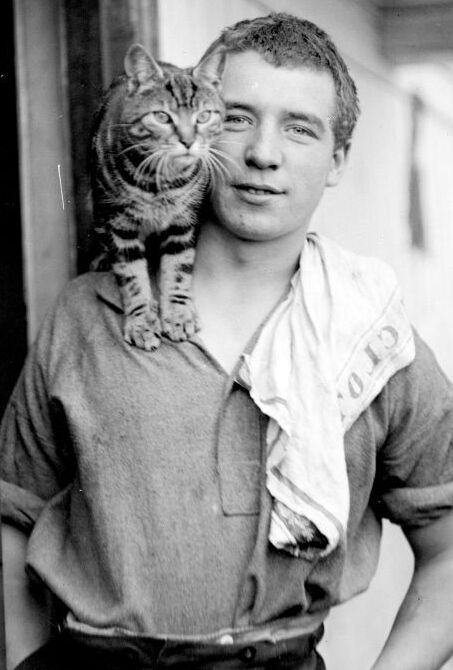
«السيدة تشيبي» على كتف أحد أفراد الطاقم «بيرس بلاكبورو».

هوَ قط سفينة رافق السير «إرنست شاكلتون» في بعثتهُ الإمبراطورية عبر القُطب الجنوبي على متن الإنديورانس في الفترة من 1914 إلى 1917.

## حياة
تم اصطحاب «السيدة تشيبي»، وهي قط عتابي مُخطط، على متن السفينة إنديورانس، كقط سفينة بواسطة النجار وصانع السفن «هنري "تشيبي" مكنيش» ("تشيبي" مُصطلح بريطاني عامي للنجار). اكتسبت القطة اسمها لأنها، بمُجرد صعودها على متن السفينة، اتبعت «مكنيش» كزوجة شديدة اليقظة.
بعد شهر من إبحار السفينة إلى القارة القطبية الجنوبية، تم اكتشاف أنه على الرغم من اسمها، كانت «السيدة شيبي» في الواقع ذكرًا. بحلول ذلك الوقت، كان الاسم قد لازمه. وقد وصفه أعضاء البعثة بأنه "ذو شخصية" وأعجب الطاقم بقدرته على السير على طول قضبان السفينة التي يبلغ عرضها بوصة واحدة حتى في أقسى البحار. في مُذكرات الكابتن «فرانك ورسلي»، يصف «السيدة تشيبي» وهي تتسلق حبال الأشرعة «... بالضبط مثل طريقة ارتقاء البحار عالياً».
لم تكن رحلة «السيدة تشيبي» بدون حوادث. يقول صاحب مخزن السفينة «توماس أوردي» ، في يوميات بتاريخ 13 سبتمبر 1914، «حدث أمر غير عادي أثناء الليل. قفز القط العتابي من فوق القارب من خلال إحدى فتحات الكابينة، وسمع الضابط المراقب، الملازم هدسون، صراخها وأدار السفينة بذكاء وأنتشلها. لا بد أنها كانت في الماء لمدة 10 دقائق أو أكثر». تم أنتشال القطة من قبل عالم الأحياء «روبرت كلارك» باستخدام إحدى شبكات العينة الخاصة به.
بعد أن حوصرت سفينة الإنديورانس في طبقات الجليد، قرر «شاكلتون» أن «السيدة تشيبي» وخمسة من كلاب الزلاجات التي تم حملها على متنها لن تنجو. في يومياته بتاريخ 29 أكتوبر 1915 سجل ما يلي:
«بعد ظهر هذا اليوم، يجب إطلاق النار على صغار سالي الثلاثة الأصغر، سيريوس سو و«السيدة تشيبي»، قطة النجار. لن نتمكن من حماية الضعفاء في ظل الظروف الجديدة. يبدوا أن ماكلين وكرين والنجار شعروا بفقدان أصدقائهم بشكل سيء.»

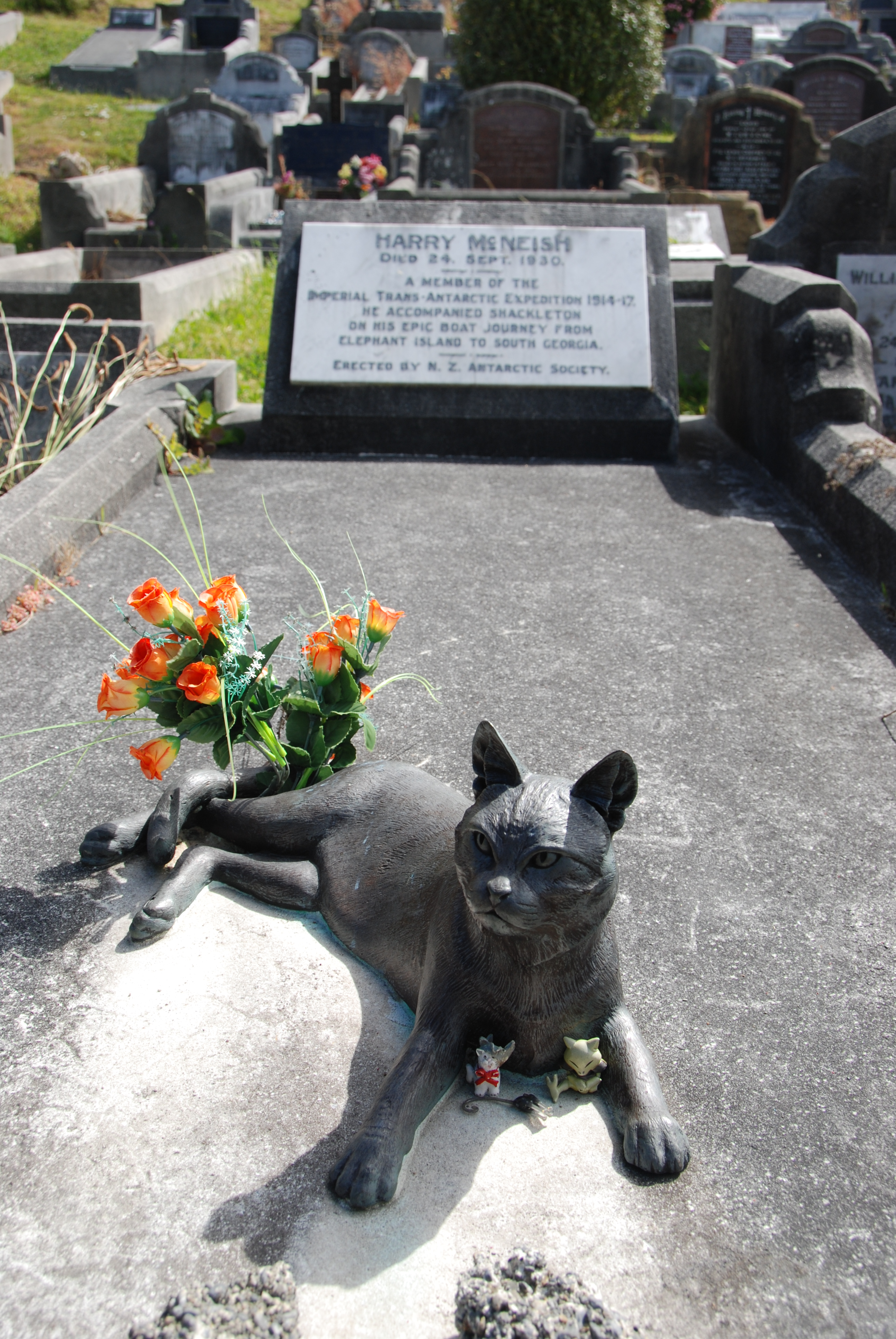
التمثال البرونزي «للسيدة تشيبي» على قبر «هنري مكنيش» في مقبرة كاروري.

كان «مكنيش» شديد التعلق «بالسيدة تشيبي» ولم يغفر «لشاكلتون» قط على قتله. مات «مكنيش»، مُدقعًا، في ولنجتون، نيوزيلندا، في سبتمبر 1930، ودُفن مع مرتبة الشرف البحرية الكاملة في قبر غير مُعنون. وضعت الجمعية النيوزيلندية في أنتاركتيكا شاهدًا على قبره في عام 1959. وقد أضافوا إلى هذا تمثالًا من البرونز بالحجم الطبيعي «للسيدة تشيبي» في عام 2004، بتمويل عام، لإكمال تكريم وإحياء ذكرى النجار وقطته المحبوبة جدًا.
في فبراير 2011، ظهرت «السيدة تشيبي» وعضو البعثة الاستكشافية «بيرس بلاكبورو» على طابع بريدي صادر عن جورجيا الجنوبية وجزر ساندويتش الجنوبية.

## في الثقافة العامة
رواية بقلم «كارولين ألكساندر»، "البعثة الأخيرة للسيدة تشيبي: الرحلة الرائعة لقط شاكلتون القطبي"، تم نشرها من قبل دار بلومزبري في عام 1997. يقدم الكتاب سرداً لبعثة «شاكلتون» الإمبراطورية عبر القطب الجنوبي، والتي تُغطي الفترة من 15 يناير 1914 إلى 29 أكتوبر 1915، في شكل رحلة مكتوبة من وجهة نظر «السيدة تشيبي». يروي المدخل الأخير تعليمات «شاكلتون» لطاقمه، المُعسكر الآن على حزمة الجليد بعد تدمير سفينتهم، أنه لضمان بقائهم على قيد الحياة «يجب التخلُص من أي شيء لا يستطيع سحب وزنه أو غير مُفيد للرحلة الاستكشافية». ينتهي الكتاب بشكل مؤثر مع استرخاء «السيدة تشيبي» (التي لا تُدرك بوضوح الآثار المُترتبة على طلب «شاكلتون») في خيمة، وتستعيد ذكريات المُغامرات الماضية، وبعد أن حصلت على طبق من السردين، تتطلع إلى المُساعدة في بقية الرحلة الاستكشافية.
تم تصوير «السيدة تشيبي» في مُسلسل "شاكلتون" على القناة الرابعة عام 2002، وبطولة «كينيث براناه»، مع ذكر الاعتمادات أن الجزء تم لعبه بواسطة "ماك".

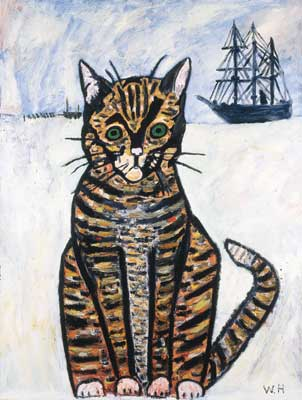
"السيدة شيبي" بريشة «وولف هوارد».

تُظهر لوحة "السيدة تشيبي" التي رسمها «وولف هوارد» القطة "على وشك إطلاق النار عليها"، بينما في الخلفية تظهر الإنديورانس مُحاصرة في الجليد ويمكن رؤية طاقمها وهو يطلق زورقًا صغيرًا في مهمة إنقاذ. تم عرض اللوحة في معرض "العالقون الفيكتوري" في مُتحف ووكر للفن عام 2004.
رواية «كايت أتكينسون»، "تاريخ الحالة" (2004)، تصور قطة تُدعى «السيدة تشيبي».
أوبرا لأطفال المدارس الابتدائية، "قطة شاكلتون" من تأليف «راسل هيبلوايت»، بتكليف من الأوبرا الإنجليزية السياحية في عام 2015.